# Lucy Chebout
Lucy Chebout (* 4. März 1984 in Naumburg an der Saale) ist eine deutsche Rechtsanwältin. Seit Juli 2024 ist sie Richterin am Verfassungsgerichtshof des Landes Berlin.

## Leben
Chebout ist Tochter eines algerischen Schlossers und einer deutschen Lehrerin. Sie studierte zunächst Gender Studies und Islamwissenschaften an der Humboldt-Universität zu Berlin (HU) und der Freien Universität Berlin und von 2011 bis 2016 Rechtswissenschaft an der HU. Die Praxisstation im juristischen Vorbereitungsdienst leistete sie am Bundesverfassungsgericht ab. Sie arbeitete als studentische bzw. wissenschaftliche Mitarbeiterin unter anderem am Lehrstuhl von Susanne Baer an der HU, am Wissenschaftskolleg zu Berlin und am Lehrstuhl von Eva Kocher an der Europa-Universität Viadrina. Chebout promoviert (Stand Juli 2024) an der HU zu dem Thema „Die rechtliche Eltern-Kind-Zuordnung als Status der Fürsorge“.
2018 wurde Chebout zur Rechtsanwaltschaft zugelassen und berät seitdem für die Wirtschaftskanzlei Raue. Sie ist auf das Familien- und Erbrecht spezialisiert.
Ein Schwerpunkt von Chebouts anwaltlicher Tätigkeit ist der Kampf gegen Diskriminierung im Familienrecht. Sie vertrat mehrere Verfassungsbeschwerden lesbischer Mütter vor dem Bundesverfassungsgericht und ist Kooperationsanwältin der Gesellschaft für Freiheitsrechte.
Im Juli 2024 wählte das Abgeordnetenhaus von Berlin sie zur Richterin am Verfassungsgerichtshof.
Chebout ist Vizepräsidentin des Deutschen Juristinnenbunds.

## Rechtspolitische Positionen
Chebout schlägt vor, kurzfristig den das zweite Elternteil regelnde § 1592 BGB „geschlechtsneutral [zu] formulieren oder für queere Familien entsprechend anwendbar [zu erklären]“. Langfristig solle mehr Selbstbestimmung in Familien ermöglicht und rechtlich abgesichert werden.